# James A. Hill

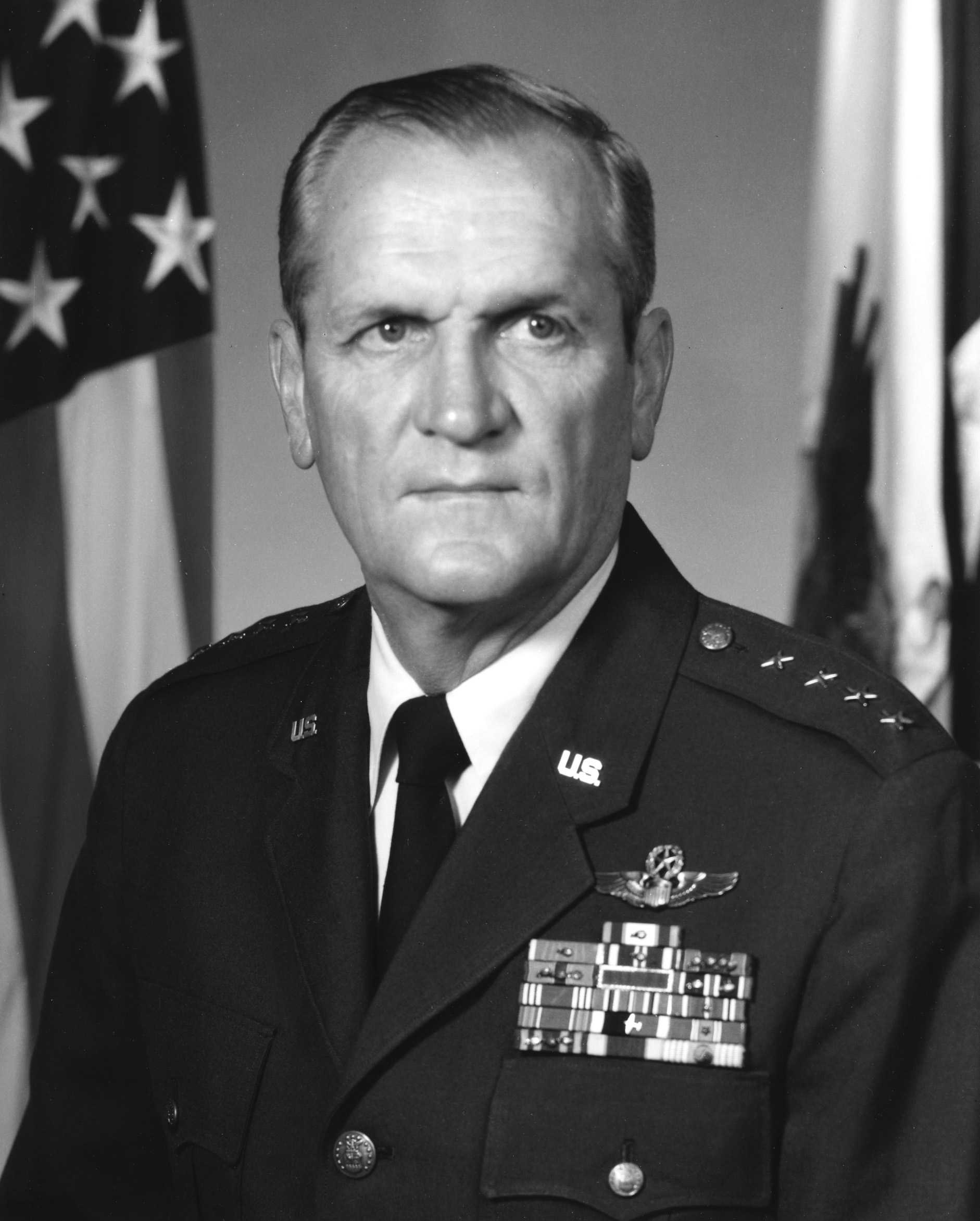
James A. Hill

James Arthur Hill (* 23. Oktober 1923 in Lancaster, Ohio; † 1. Oktober 2010 in San Antonio, Texas) war ein General der United States Air Force. Er war unter anderem Kommandeur der Pacific Air Forces und Vice Chief of Staff of the Air Force.

## Leben
James Hill besuchte die öffentlichen Schulen seiner Heimat sowie die Ohio State University. Danach absolvierte er eine Kadettenausbildung für angehende Offiziere im militärischen Flugbetrieb (aviation cadet training). Im Januar 1943 wurde er in das Offizierskorps des US-Heeres aufgenommen und den United States Army Air Forces zugeteilt. Im Verlauf seiner Karriere durchlief er in der Armee bzw. ab 1947 in der Air Force alle Offiziersgrade bis zum Vier-Sterne-General. Er wurde zum Kampfpiloten ausgebildet und absolvierte im Verlauf seiner Karriere Weiterbildungskurse als Pilot. Außerdem studierte er am Air War College auf der Maxwell Air Force Base in Alabama.
Während des Zweiten Weltkriegs war James Hill als Kampfpilot auf dem europäischen Kriegsschauplatz eingesetzt, wo er der 566. strategischen Schwadron (566th Strategic Missile Squadron) angehörte. Dabei flog er 31 Kampfeinsätze. Nach dem Krieg war er bis 1949 an verschiedenen Standorten in den Vereinigten Staaten in unterschiedlichen Funktionen tätig. Im Jahr 1947 wurde er in die neugegründete United States Air Force übernommen. Im Jahr 1949 war er einer der Piloten, die bei der Berliner Luftbrücke eingesetzt waren.
Danach war er in Texas auf der Lackland Air Force Base stationiert. Dort bekleidete er beim Air Training Command verschiedene Positionen. Zwischen 1955 und 1958 war Hill in Japan auf dem Tachikawa Airfield bei Tokio stationiert. Im weiteren Verlauf stieg er kontinuierlich in den Rängen auf. Er war in den 1960er Jahren sowohl Kommandeur verschiedener Luftwaffeneinheiten als auch Stabsoffizier in verschiedenen Hauptquartieren, wozu auch das Luftwaffenhauptquartier zählte.
Zwischen 1971 und 1977 war er in unterschiedlichen Funktionen Stabsoffizier im Hauptquartier der Air Force. Am 3. Juni 1977 erhielt James Hill als Nachfolger von Louis L. Wilson Jr. das Kommando über die Pacific Air Forces, deren Hauptquartier sich in der Hickham Air Force Base auf Oʻahu befand. Er behielt dieses Kommando bis zum 15. Juni 1978, als James D. Hughes seine Nachfolge antrat. Am 1. Juli 1978 kehrte Hill zum Hauptquartier der Luftwaffe zurück, wo er als Nachfolger von Lew Allen, Jr. das Amt des stellvertretenden Stabschefs der Luftwaffe (Vice Chief of Staff of the Air Force) übernahm. Diesen Posten bekleidete er bis zum 29. Februar 1980, als er von Robert C. Mathis abgelöst wurde. Anschließend schied Hill aus dem aktiven Militärdienst aus.
Nach seiner Pensionierung arbeitete Hill bis 1983 für die Firma Bell Aerospace Services, Inc. in Texas. Nach seinem Umzug nach San Antonio gehörte er dort dem Vorstand einer lokalen Bank an. Außerdem war er Mitglied im Oak Hills Country Club. Hill blieb auch weiterhin dem Militär insbesondere der Air Force verbunden. Der seit 1946 mit Norma Jeffie Roach (1921–2017) verheiratete Offizier starb am 1. Oktober 2010 in San Antonio und wurde auf dem Nationalfriedhof Arlington beigesetzt.

## Orden und Auszeichnungen
James Hill erhielt im Lauf seiner militärischen Laufbahn unter anderem folgende Auszeichnungen:
- Defense Distinguished Service Medal
- Air Force Distinguished Service Medal
- Legion of Merit
- Distinguished Flying Cross
- Air Medal
- Air Force Commendation Medal